# Bains de Marshall Street
Les bains de Marshall Street (Marshall Street Baths ou Westminster Public Baths) à Westminster, à Londres, ont été construits en 1850. Ils ont été fermés pour rénovation en 1997 et rouverts le 27 juillet 2010 comme centre de loisirs modernisé. Le bâtiment est connu pour son architecture et est un monument classé Grade II.

## Histoire
Les premiers bains publics ont été construits sur le site par la sacristie de Saint-James en 1850. La proposition pour les bains est mentionnée dans Bains publics et lavoirs (1850)  et suggère que les bains suivent un modèle de 64 bains de première et deuxième classe, 60 compartiments de lavage, 60 chambres de séchage séparées, 16 compartiments de repassage et 2 grands baignoires plongeantes (1ère et 2ème classe). Le terrain pour les bains de Westminster était évalué à 3 500 £, avec un logement pour le directeur. Les charges les plus élevées ont été fixées par la loi de Sir Henry Dukinfield à 6 pennys pour un bain chaud de première classe, 2 pennys pour un bain chaud de deuxième classe (la moitié de ces prix pour un bain froid) et 1 penny par heure pour les appareils de lavage, de séchage et de repassage.
Le bâtiment actuel, alors connu sous le nom de Westminster Public Baths, a été inauguré en 1928 et achevé en 1931. Les fonds publics ont financé la construction pour la santé et le bien-être des populations locales. La piscine principale était bordée de marbre blanc sicilien et ce marbre ainsi que le marbre vert suédois ont été utilisés sur les murs à chaque extrémité. Une fontaine en bronze dans une niche à l'extrémité peu profonde, représentant une sirène avec deux dauphins, a été conçue par Walter Gilbert. Derrière la piscine principale se trouvait une piscine plus petite, le bain de seconde classe, couvert par un toit voûté en berceau. Au départ, le complexe comprenait également un centre de bien-être pour enfants, une buanderie publique et des installations sanitaires publiques.

## Réaménagement
Les bains de la rue Marshall appartiennent à la Cité de Westminster et ont été fermés par le Conseil en 1997. Le site a été rénové et a rouvert dans le cadre d'un centre de loisirs Nuffield Health en juillet 2010. Les installations comprennent depuis une salle de sport, un hammam, un sauna, des studios de danse et d'exercice. La piscine rénovée des années 1930 a conservé ses sols en marbre d'origine et son plafond voûté en berceau  .